# Lama (Bangladesh)
Lama è un sottodistretto (upazila) del Bangladesh situato nel distretto di Bandarban, divisione di Chittagong. Si estende su una superficie di 671,84 km² e conta una popolazione di   108.995 abitanti (censimento 2011).